# Побединка
Побе́динка — рабочий посёлок в Скопинском районе Рязанской области России, является административным центром Побединского городского поселения.

## География
Расположен в 11 км к югу от районного центра города Скопин, с севера к посёлку примыкает старинное село Победное.

## История
Ещё с конца XIX века в окрестностях населённого пункта действовали шахты по добыче бурого угля. В 1898 году было создано франко-бельгийское акционерное общество по добыче угля Charbonnage de Pobedenko, директором-распорядителем которого был Макс Альфредович Ганкар. В 1918 году шахты были национализированы.
С 1929 года рабочий посёлок Побединский вошёл в состав Скопинского района Рязанского округа Московской области, с 1937 года — в составе Рязанской области, после 1959 года утратил статус рабочего посёлка, с 2005 года — центр Побединского городского поселения.
С 30 марта 2009 года в соответствии с законом Рязанской области № 28-оз Побединка вновь получила статус рабочего посёлка.

## Население
| 1926  | 1939  | 1959  | 2007  | 2010  | 2012  | 2013  |
| ----- | ----- | ----- | ----- | ----- | ----- | ----- |
| 1093  | ↗1165 | ↗4305 | ↘1360 | ↗1456 | ↗1466 | ↘1465 |
| 2014  | 2015  | 2016  | 2017  | 2018  | 2019  | 2020  |
| ↘1455 | ↘1438 | ↗1448 | ↘1430 | ↘1416 | ↘1413 | ↘1405 |
| 2021  | 2023  |       |       |       |       |       |
| ↗1562 | ↘1536 |       |       |       |       |       |

## Экономика
На территории посёлка была расположена производственная площадка завода «Строймаш-Центр» (выпускал растворонасосы, пневмонагнетатели, штукатурные машины, бетононасосы, чугунное литьё).

## Инфраструктура
В посёлке имеются больница, детский сад, дом культуры, средняя школа.